# Cañi
Cañi ist eine Ortschaft und eine Parroquia rural („ländliches Kirchspiel“) im Kanton Colta der ecuadorianischen Provinz Chimborazo. Die Parroquia besitzt eine Fläche von 99,83 km². Die Einwohnerzahl lag im Jahr 2010 bei 962.

## Lage
Die Parroquia Cañi liegt in der Cordillera Occidental im äußersten Westen der Provinz Chimborazo. Das Areal liegt in Höhen zwischen 1840 m und 4320 m. Die Längsausdehnung in Nord-Süd-Richtung beträgt 10 km in Ost-West-Richtung 14 km. Der Río Chimbo fließt entlang der westlichen Verwaltungsgrenze nach Süden. Entlang der nördlichen Verwaltungsgrenze fließt der Río Cañi nach Westen zum Río Chimbo. Der Río Algodón Zaruna, ein weiterer linker Nebenfluss des Río Chimbo, begrenzt das Gebiet im Süden und im Südosten. Der 2760 m hoch gelegene Hauptort Cañi befindet sich 25,5 km westsüdwestlich vom Kantonshauptort Villa La Unión sowie 9 km südöstlich der Stadt San Miguel.
Die Parroquia Cañi grenzt im Westen und im Süden an die Parroquia Juan de Velasco, im Westen an die Parroquia San Miguel (Kanton San Miguel de Bolívar, Provinz Bolívar) sowie im Norden an die Parroquias San Vicente und Santiago (beide ebenfalls im Kanton San Miguel de Bolívar, Provinz Bolívar).

## Orte und Siedlungen
In der Parroquia Cañi gibt es neben dem Hauptort noch folgende Comunidades: Llimbe, Miraflores, San Gerardo, San Jacinto, Silapala und Yunguilla.

## Geschichte
Die Parroquia Cañi wurde am 28. August 1921 gegründet.

## Ökologie
Im Norden der Parroquia befindet sich das Schutzgebiet Bosque Protector Cashca Totoras.